# Santa Luzia do Itanhy
Santa Luzia do Itanhy est une municipalité brésilienne située dans l'État du Sergipe.